# 清白源井
清白源井，位于中国福建省泉州市鲤城区鲤中街道清正社区东街与南俊路交汇处附近。这口古井见证了宋元明三代泉州织染业繁荣的历史，井水以“清冽善染”著称，位于明代泉州织染局内。初名“清玉泉”，其水染深青为天下最。万历三十六年（1608年）更名为“清白源”。
1983年1月，清白源井公布为第二批泉州市文物保护单位。